# Corticaria fulvoides
Corticaria fulvoides es una especie de coleóptero de la familia Latridiidae.

## Distribución geográfica
Habita en Marruecos.